# Supercupa României 2010
Supercupa României 2010 a fost cea de-a 12-a ediție a Supercupei. Meciul le-a opus pe CFR Cluj, câștigătoarea campionatului în sezonul 2009-10, și pe Unirea Urziceni, vicecampioana României în același sezon. Trofeul a fost câștigat de CFR Cluj care a realizat tripla în premieră în România pentru că a fost prima ediție a Supercupei disputată deși o echipă a reușit eventul. CFR Cluj a câștigat atât campionatul, cât și Cupa României, dar Federația Română de Fotbal a decis să pună în joc și trofeul Supercupei. Trofeul a fost înmânat clujenilor de primarul municipiului Cluj-Napoca, Sorin Apostu.

## Detaliile meciului
| 18 iulie 2010 20:30 | CFR Cluj             | 2 - 2 (prel.) | Unirea Urziceni                 | Stadionul Dr. Constantin Rădulescu, Cluj Napoca Arbitru: Marius Avram (București) |
| 18 iulie 2010 20:30 | Kivuvu 12' Deac 105' |               | Kivuvu 53' (a.g.) Marinescu 98' | Stadionul Dr. Constantin Rădulescu, Cluj Napoca Arbitru: Marius Avram (București) |

|                                 |       | Penaltiuri                           |  |
| Mureșan · Piccolo · Deac · Dică | 2 – 0 | Marinescu · Maftei · Brandan · Marin |  |

| CFR Cluj | Unirea |

| CFR:              |    |                  |     |     |
|                   |    |                  |     |     |
| P                 | 1  | Nuno Claro       |     |     |
| FD                | 4  | Cristian Panin   |     |     |
| FC                | 20 | Cadú             |     |     |
| FC                | 13 | Felice Piccolo   |     |     |
| FS                | 66 | Edimar           |     | 96' |
| MD                | 8  | Dominique Kivuvu |     | 69' |
| MC                | 6  | Gabriel Mureșan  | 76' |     |
| MS                | 19 | Juan Culio       |     |     |
| A                 | 10 | Ciprian Deac     |     |     |
| A                 | 22 | Ioan Hora        |     | 75' |
| A                 | 32 | Saša Bjelanović  |     |     |
| Rezerve:          |    |                  |     |     |
| P                 | 44 | Eduard Stăncioiu |     |     |
| F                 | 2  | Tony             |     | 96' |
| M                 | 7  | Emil Dică        |     | 69' |
| A                 | 9  | Lacina Traore    |     | 75' |
| F                 | 15 | Hugo Alcântara   |     |     |
| M                 | 31 | Dani             |     |     |
| A                 | 85 | Cristian Bud     |     |     |
| Antrenor:         |    |                  |     |     |
| Andrea Mandorlini |    |                  |     |     |

| UNIREA:    |    |                     |      |      |
|            |    |                     |      |      |
| P          | 1  | Giedrius Arlauskis  | 110' |      |
| FD         | 36 | Petre Marin         |      |      |
| FC         | 6  | George Galamaz      | 120' |      |
| FC         | 24 | Vasile Maftei       |      |      |
| FS         | 19 | Pablo Brandan       |      |      |
| MC         | 20 | Laurențiu Marinescu |      |      |
| MC         | 26 | Dan Matei           |      | 46'  |
| MC         | 8  | Sorin Paraschiv     | 82'  |      |
| A          | 11 | Marius Onofraș      | 65'  | 110' |
| A          | 7  | Marius Bilașco      |      |      |
| A          | 25 | Adrian Neaga        |      | 69'  |
| Rezerve:   |    |                     |      |      |
| P          | 77 | Cătălin Grigore     |      |      |
| A          | 9  | Maurice Dalé        |      | 110' |
| M          | 10 | Răzvan Pădurețu     |      | 46'  |
| A          | 22 | António Semedo      |      | 69'  |
| F          | 23 | Valeriu Bordeanu    |      |      |
| M          | 30 | Sorin Frunză        |      |      |
| F          | 33 | Bruno Fernandes     |      |      |
| Antrenor:  |    |                     |      |      |
| Ronny Levy |    |                     |      |      |

| Oficialii meciului - Arbitri asistenți: - Octavian Șovre (Oradea) - Mircea Orbuleț (București) - Al patrulea arbitru: - Istvan Kovacs (Carei) Jucătorul meciului - Ciprian Deac | Reguli - 90 minute - 30 minute de prelungire (două reprize de 15 minute) - Lovituri de departajare dacă scorul este egal după 120 de minute - Șapte jucători pe banca de rezervă - Maxim trei înlocuiri |